# Stereodontopsis
Stereodontopsis är ett släkte av bladmossor. Stereodontopsis ingår i familjen Hypnaceae.
Kladogram enligt Catalogue of Life:
| Stereodontopsis | \| \| Stereodontopsis excavata \| \| \| \| \| \| Stereodontopsis pseudorevoluta \| \| \| \| |
|                 | \| \| Stereodontopsis excavata \| \| \| \| \| \| Stereodontopsis pseudorevoluta \| \| \| \| |
|                 | Stereodontopsis excavata                                                                    |
|                 |                                                                                             |
|                 | Stereodontopsis pseudorevoluta                                                              |
|                 |                                                                                             |